# Société islamique des ingénieurs
 (avril 2021).
Si vous disposez d'ouvrages ou d'articles de référence ou si vous connaissez des sites web de qualité traitant du thème abordé ici, merci de compléter l'article en donnant les références utiles à sa vérifiabilité et en les liant à la section « Notes et références ».
La Société islamique des ingénieurs (en persan : جامعهٔ اسلامی مهندسین, Jāme'e-ye Eslāmi-e Mohandesin), est un parti politique iranien, membre de l'alliance conservatrice.
La société a été formée à la fin de la guerre Iran-Irak, avec l'objectif « d'élever la connaissance islamique, politique, scientifique et technique des musulmans en Iran, en défendant les principales libertés comme la liberté d'expression et de rassemblement, ainsi que de continuer la campagne contre les agents culturels étrangers, matérialistes occidentaux ou orientaux ».
Les membres célèbres de la société incluent Mahmoud Ahmadinejad, sixième président de l'Iran, Mohammad Reza Bahonar, secrétaire général de la société et premier porte-parole du Majles, et Morteza Nabavi, Secrétaire général adjoint de la société et membre du Conseil de discernement.
Bien qu'Ahmadinejad soit un membre de cette société, le parti ne l'a pas soutenu pour l'élection présidentielle iranienne de 2005, mais a soutenu Ali Larijani.